# Rio de Janeiro (stát)
Rio de Janeiro je brazilský spolkový stát na jihovýchodě Brazílie. Sousedí se spolkovými státy São Paulo, Minas Gerais, Espírito Santo a leží na pobřeží Atlantského oceánu. Stát Rio de Janeiro měl podle sčítání lidu v roce 2006 celkem 15 561 720 obyvatel a jeho rozloha činila 43 909,7 km². Hustota zalidnění činí 354,4 obyvatel na km². Hlavním městem tohoto spolkového státu je stejnojmenné město Rio de Janeiro.

## Ekonomika
Průmyslový sektor má největší podíl na HDP 51.6 %, poté následuje sektor služeb 47.8 %. Zemědělství představuje 0.6 % HDP (2004). Stát Rio de Janeiro exportuje: ropu 44.8 %, metalurgické výrobky 13 %, chemikálie 3.6 %, neželezné kovy 2.8 %, vozidla 2.1 % (2002).

## Města
Města spolkového brazilského státu nad 100 000, stav k obyvatel k 1. červenci 2005:

Mapa spolkového státu Rio de Janeiro

- Rio de Janeiro – 6 094 183
- São Gonçalo – 960 841
- Duque de Caxias – 842 890
- Nova Iguaçu – 830 902
- Belford Roxo – 480 695
- Niterói – 474 100
- São João de Meriti – 464 327
- Campos dos Goytacazes – 426 212
- Petrópolis – 306 002
- Volta Redonda – 255 695
- Magé – 232 251
- Itaboraí – 215 877
- Mesquita – 182 546
- Nova Friburgo – 177 388
- Barra Mansa – 175 328
- Cabo Frio – 159 685
- Macaé – 156 410
- Nilópolis – 150 968
- Teresópolis – 148 965
- Angra dos Reis – 140 345
- Queimados – 136 509
- Resende (Brazílie) – 117.416